# Kunschthafe
Le Kunschthafe est un stammtisch (littéralement : « table de discussion, coin de table », réunion périodique dans un restaurant d'un groupe lié par une activité commune) strasbourgeois des années 1890.

## Histoire

### Naissance et étymologie

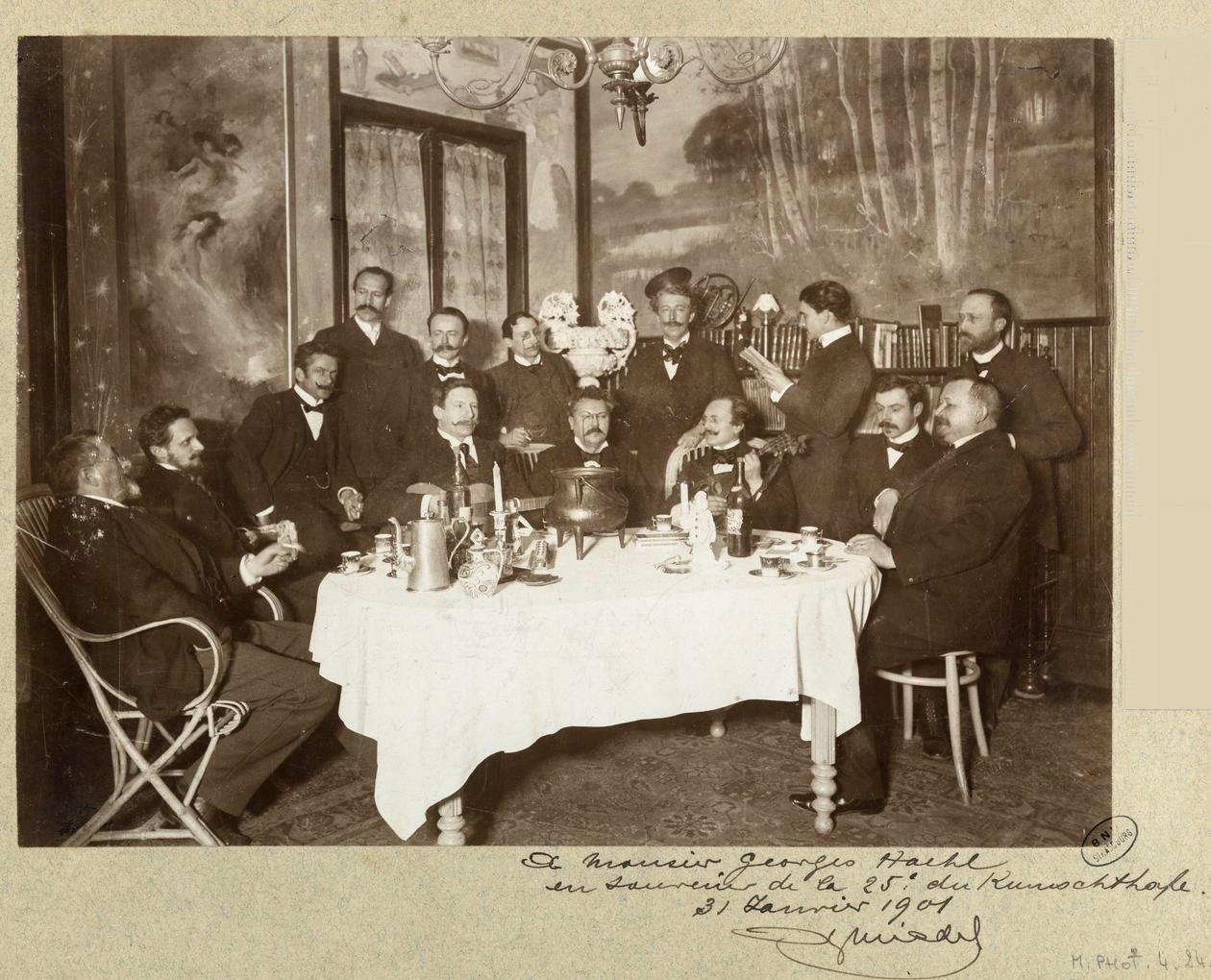
En souvenir de la 25e du Kunschthafe, 31 janvier 1901.

Association de fait, créée à l'initiative de Auguste Michel (fabricant de foie gras et mécène) avec Léon Hornecker, Alfred Marzolff, Joseph Sattler et Gustave Stoskopf, le 29 avril 1896 sous le nom de Kunscht-Hâfe (association de Kunscht, « art » et Hâfe, « marmite » , en alsacien). On trouve le nom du cercle sous la forme Kunschthaafe. Le cercle du Kunschthafe était tourné vers la culture française et la France, mais ses membres n'étaient pas tous des francophiles.

### Composition
Le Kunschthafe réunit des artistes alsaciens (dont les membres du cercle de saint Léonard) tels que Charles Bastian, Camille Binder (pharmacien), Henri Bischoff, Lucien Blumer, Paul Braunagel, Pierre Bucher, Marie Joseph Erb, Robert Forrer, Rodolphe Ganz (pianiste), Henri Ganier (Tanconville), Jules Greber, Théodore Haas, Hugo Haug (juriste), Georges Haehl, Heimburger, Heizmann, Léon Hornecker, Louis Philippe Kamm, Fritz Kieffer, Albert Koerttgé, Gustave Krafft, Anselme Laugel, Franz Laskoff (François Laskowski), Alfred Lorentz (chef d'orchestre), Henri Loux, Alfred Marzolff, Ernest Münch, Frédéric Régamey, Alfred Ritleng (juriste, collectionneur, fondateur du musée alsacien), Georges Ritleng, Joseph Sattler, Adolphe Seyboth, Emile Schneider, Leo Schnug,Charles Spindler,  Docteur Guillaume Sorgius (industriel (société Quiri)), Émile Stahl ou Gustave Stoskopf.

### Déroulement des réunions-diners
Les réunions-dîners du Kunschthafe (trente-cinq réunions répertoriées) se tenaient au Schloessel à Schiltigheim, propriété de Auguste Michel (décorée par les artistes; détruite en 1954). 

Exemples de menus illustrés par des artistes.
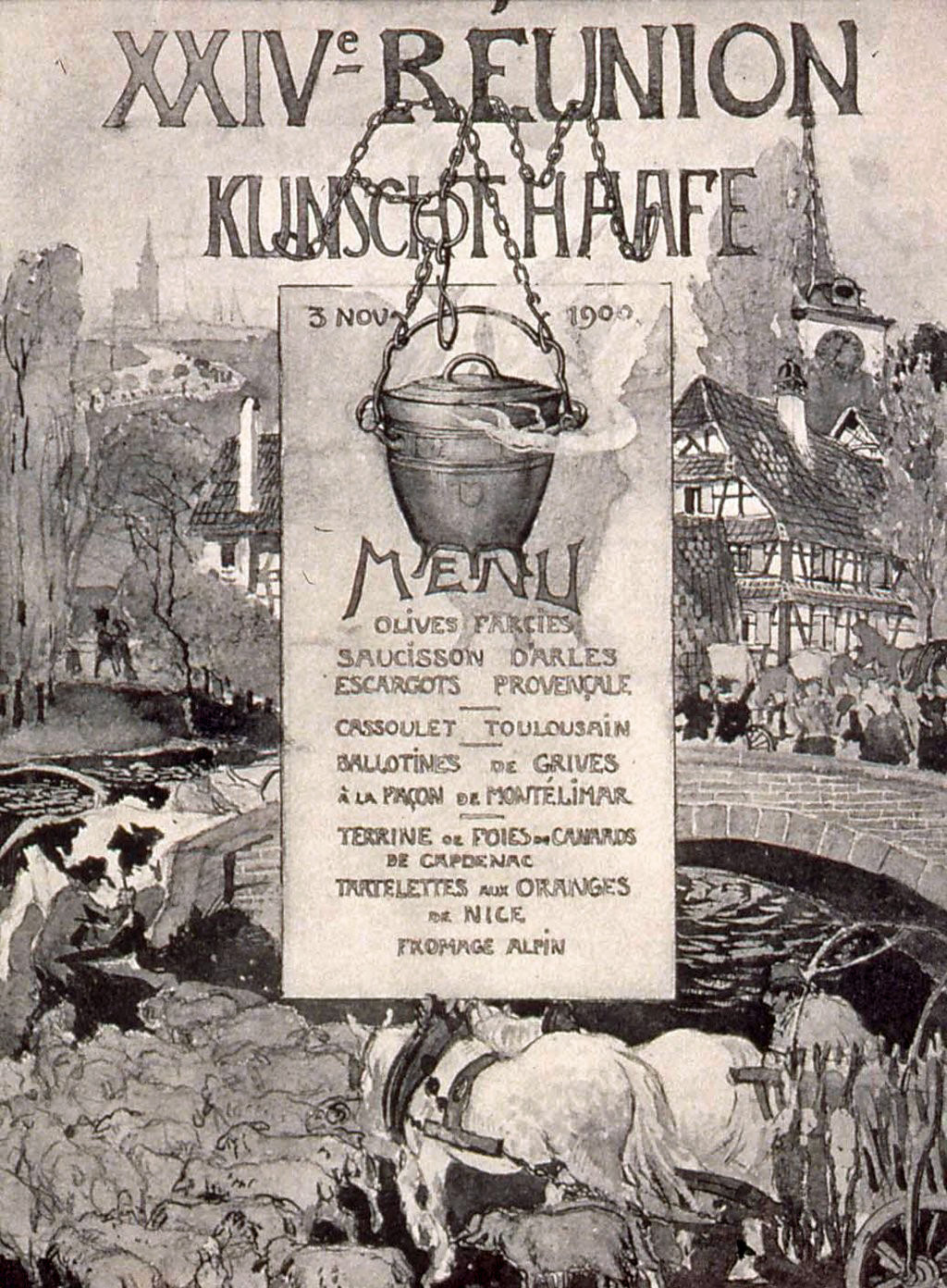
3 novembre 1900 : Henri Loux[1].
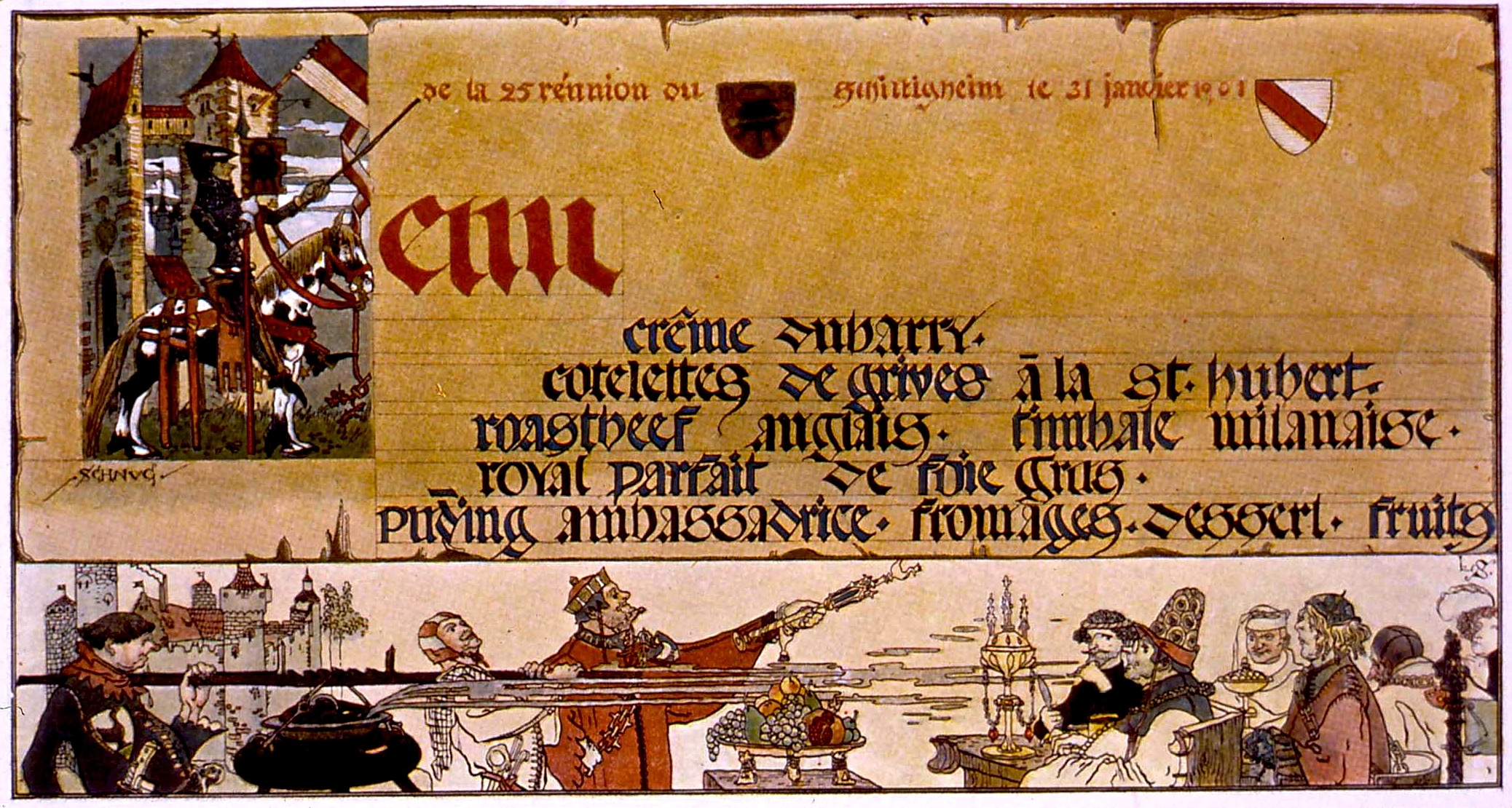
31 janvier 1901 : Léo Schnug[1].
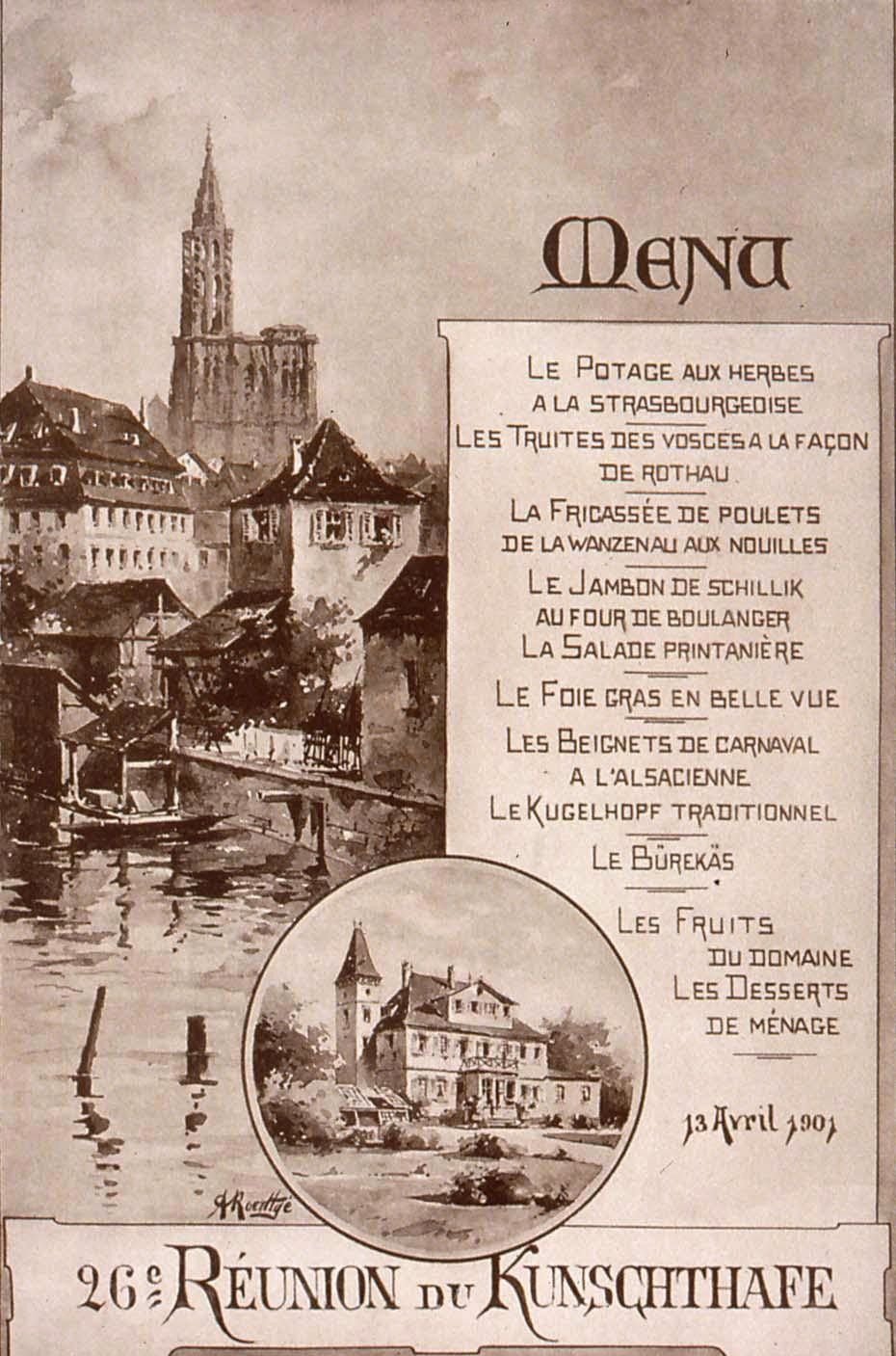
13 avril 1901 : Albert Koerttgé[1].

Ces dîners réunissant une quarantaine d'artistes, d'écrivains, des conservateurs de musées, des industriels (docteur Sorgius, dirigeant de la société Quiri), des collectionneurs et des hommes politiques alsaciens (Pierre Bucher) servent de cercle de réflexion où s'élabore la défense de la culture alsacienne. Des réunions des différents artistes alsaciens (musiciens, écrivains, sculpteurs, peintres), hommes politiques et mécènes à la Kunschthafe naîtront le Théâtre alsacien (1898), la Maison d'art alsacienne (dont A. Marzolff sera l'un des directeurs artistiques), 6 rue Brûlée (1905), le musée alsacien (1904) et la Revue alsacienne illustrée (1898). A. Marzolff est un des acteurs de cette stratégie de défense de la culture alsacienne, il participe ainsi à la revue Images alsaciennes de 1895 à 1896 devenue, par la suite, Revue alsacienne illustrée qui diffuse l'Art Nouveau. Cette floraison culturelle est comparée à une véritable « Renaissance alsacienne du début du XXe siècle » (Armand Peter, Auguste Michel et le Kunsthafe).
Dans son texte D'r Kunschthafe, Gustave Stoskopf évoque la création d'un espace d'exposition au siège de la Revue alsacienne illustrée.
Des artistes français de passage à Strasbourg, marquèrent leur passage dans le livre d'or du Kunschthafe (Coquelin aîné, Sarah Bernhardt...).
La marmite des Zurichois (1576) est utilisée comme symbole dans les cartes postales et menus publiés par le groupe.
Le Kunschthafe-album, tiré de l'album du Kunschthafe' (1896-1898), rédigé en français, comprenant une courte notice de quatorze membres du Kunschthafe, des reproductions d’œuvres et trois poèmes en alsacien de Gustave Stoskopf fut publié en 1899 (Strasbourg, bibliothèque du MAMCS cote WA.4 104). Les deux livres d'or illustrés du Kunschtafe (1897-1899 et 1899-1909) sont conservés dans les archives privées J.C Spindler.